# Lana Kamgarnsspinneri
För andra betydelser, se Lana (olika betydelser).
AB Lana Kamgarnsspinneri låg i Krokslätt, på gränsen mellan Göteborg och Mölndal. Lana startades 1893 av August Johansson från Seglora, medan hans bröder startade Gamlestadens fabriker respektive Krokslätts fabriker. Produktionen lades i en byggnad som hade varit en tvättinrättning, belägen på östra sidan om Mölndalsån och Göteborgsvägen-Mölndalsvägen, intill Göteborgs Jästaktiebolag. Lana hade som mest 200 anställda. Kontoret låg i centrala Göteborg. 
År 1956 beslöts att överföra tillverkningen till Göteborgs Kamgarnsspinneri i Gårda. Fastigheten såldes till Philipsons Bil AB.
Namnet Lana är latin för ull, valt med tanke på företagets många utländska kunder.
Lana är numera mest känt genom spårvägshållplatsen med samma namn, där det finns en vändslinga. Linje 2 från Mölndal mot Högsbotorp passerar här men har skyltat Krokslätt. Linje 4 från Mölndal stannar även här och fortsätter mot Angered.